# A Saucerful of Secrets (canción)
«A Saucerful of Secrets» es un instrumental de Pink Floyd que da título al álbum del mismo nombre, lanzado en 1968. La composición, articulada en cuatro secciones o movimientos, dura 11 minutos con 52 segundos y constituye un ejemplo de música experimental, de vanguardia, efectuada en un contexto rock, utilizando sonoridades sorprendentes, como aullidos, percusiones amenazantes y voces sin palabras.
Originalmente se le conocía como "The Massed Gadgets of Hercules" ("Los aparatos congregados de Hércules"). La composición formó parte habitual del repertorio del grupo entre 1968 y 1972. Una versión en directo se incluye en el álbum doble Ummagumma, y la que se incluye como video en el filme Live at Pompeii se considera la definitiva. En 1969, la sección cuarta, "Celestial Voices", se incorporó al espectáculo The Man and the Journey con el título "The End of the Beginning" ("El fin del comienzo"). En el CD remasterizado del álbum la canción se titula "A Saucerful of Secrets". 
Roger Waters, bajista del grupo, declaró en una entrevista para Rolling Stone que esta canción trata sobre una batalla y sus secuelas posteriores. "Something Else" ("Algo Más") representa el planteamiento de la batalla, "Syncopated Pandemonium" ("Pandemonio Sincopado") representa la batalla en sí, "Storm Signal" ("Señal de Tormenta") representa la perspectiva de los muertos después de que la batalla ha terminado, y "Celestial Voices" ("Voces Celestiales") representa el llanto de los fallecidos.
Las interpretaciones en directo difieren significantemente de la versión de estudio. El sonido del címbalo cercano al micrófono que inicia la pieza fue reemplazado por un zumbido de dos notas en el bajo. Para "Syncopated Pandemonium", el teclista Rick Wright tenía que conformarse con utilizar un órgano Farfisa, en lugar del gran piano del estudio de grabación (siendo la versión de Pompeya una excepción notable). La sección de "Celestial Voices" empezaba con un solo de órgano, como en la versión de estudio, pero gradualmente se añadían batería, bajo, guitarra y una melodía vocal sin palabras, cantada por David Gilmour. Esto llevaba el tema a un fuerte clímax, cuyo efecto emotivo se aprecia bien en el aplauso entusiasmado del público al final de la versión de Ummagumma. 
El lanzamiento japonés de esta canción fue simplemente titulado 神秘 (shinpi?), que se traduce como "Misterio". El álbum A Saucerful of Secrets, en su totalidad, también tenía este nombre.

## Secciones
Aunque la composición aparece con el título de "A Saucerful of Secrets" en todos los discos oficiales del grupo, algunas ediciones de Ummagumma separan la pieza en cuatro secciones:
1. "Something Else" (0:00-3:57, entrada del címbalo lento cerca del micrófono y órgano haciendo eco)
2. "Syncopated Pandemonium" (3:57-7:04, salto de la batería en la cinta, cimbalos furiosos, guitarra chirriante)
3. "Storm Signal" (7:04-8:38, campanillas y órgano)
4. "Celestial Voices" (8:38-11:52, bajo, órgano, melotrón y coro)

### The Man and the Journey
Main article: The Man and the Journey
"Syncopated Pandemonium", la segunda sección del tema, fue una de las composiciones que se integraron dentro de este espectáculo en directo del grupo, con el título de "Haciéndolo" ("Doing It"). Las otras son "The Grand Vizier's Garden Party (Entertainment)", "Up the Khyber", y "Party Sequence". En todas ellas tiene un papel protagonista la batería.

## Personal e instrumentario
- David Gilmour - guitarra con slide, voz
- Richard Wright - órganos Farfisa y Hammond, melotrón, piano, vibráfono, voz
- Roger Waters - bajo, platillos, percusión
- Nick Mason - batería, campanas

## Enlaces externos

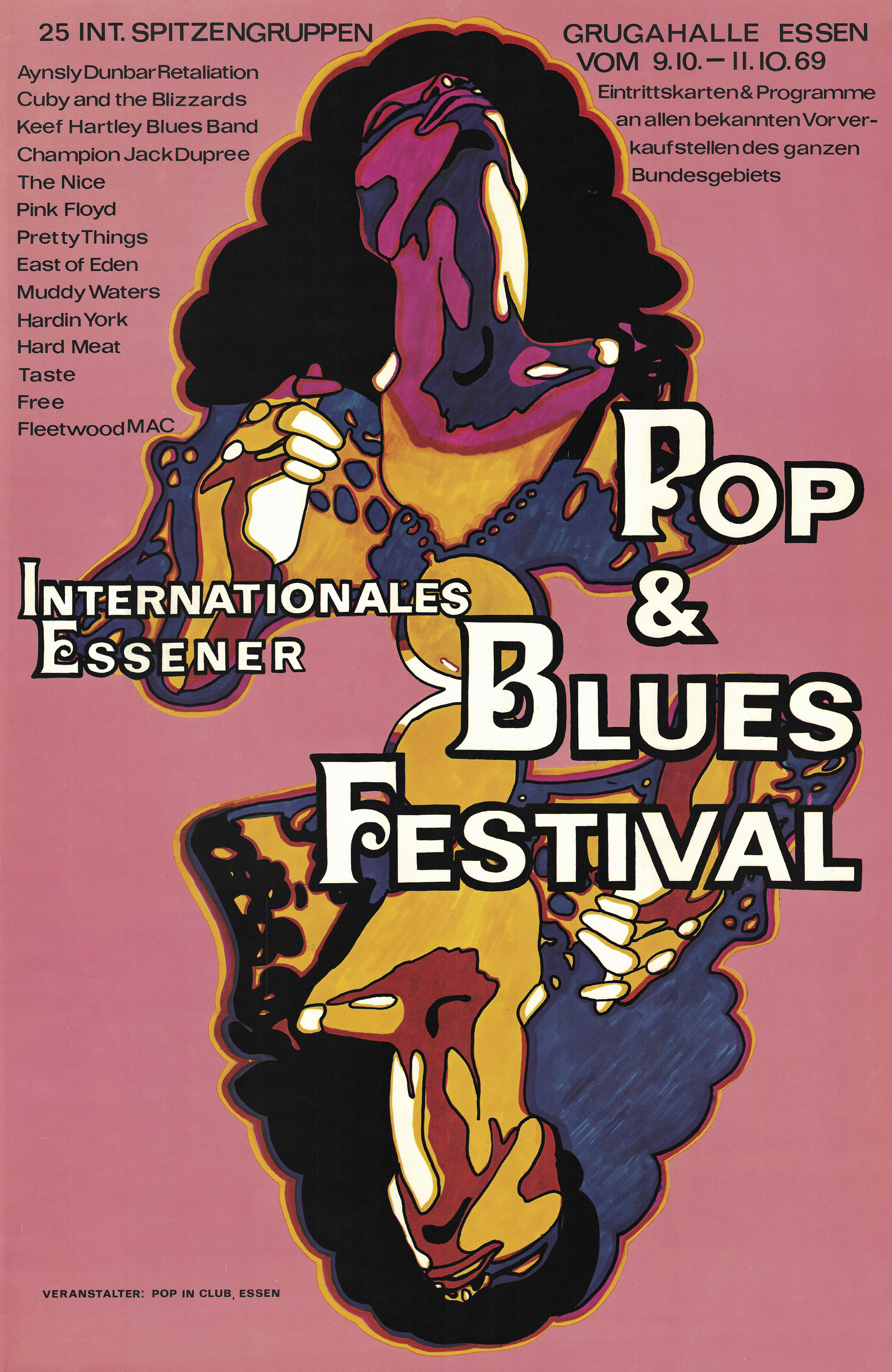
Se anuncian en el cartel Aynsley Dunbar Retaliation, los neerlandeses Cuby & the Blizzards, Keef Hartley Blues Band, el estadounidense Champion Jack Dupree, The Nice, Pink Floyd, Pretty Things, los británicos East of Eden, Muddy Waters, Hardin York, los británicos Hard Meat, los irlandeses Taste, Free y Fleetwood Mac